# Вільгельм I де ла Рош
Вільгельм I де ла Рош (фр. Guillaume Ier de La Roche; д/н–1287) — 4-й герцог Афінський в 1280—1287 роках.

## Життєпис
Походив зі шляхетського роду де ла Рош з пфальцграфства Бургундія. Другий син Гі I де ла Роша, герцога Афінського, і Агнеси де Брюер. 1263 року після смерті батька отримав в управління Лівадію в Беотії. 
1279 його старший брат — герцог Жан I — влаштував шлюб Вільгельма з донькою Іоанна I Дуки, володаря Фессалії. При цьому посагом слугували місто Ламія, поселення Гардікіон і Гравія, фортеця Сідерокастрон.
1280 року після смерті Жана I стає герцогом Афінським. Він був першим сувереном Афін, який носив титул герцога в офіційних документах. Невдовзі визнав себе васалом Карла I, короля Сицилії, який на той час оволодів Ахейським князівством. 1282 року відправив дев'ять галер на допомогу Карлу I, проти якого в цей час виступило Арагонське королівство, 
У 1285 році дістав посаду байльї і вікарія Ахейского князівства. Герцог успішно обороняв ввірену йому територію, і побудував фортецю Діматру в Мессенії для захисту від візантійців. Також вів перемовини щодо спільних дій з королем Сицилії проти Візантії, але через полон короля Карла II спільний їхній похід на Константинополь так і не відбувся.
У березні 1286 року Вільгельм II втрутився у питання спадковості в маркізаті Бодініци після смерті маркізи Ізабелли Паллавіччіні. Він висловився проти передачі володіння вдівцю Антуану ле Фламенк і наполіг на обрання маркізом Томмазо Паллавіччіні.
Раптово помер 1287 року. Владу спадкував його малолітній син Гі II при регентстві Гуго де Брієна.

## Родина
Дружина — Олена Ангеліна, донька Іоанна I Дуки, володаря Фессалії.
Діти:
- Гі (1280—1308), 5-й герцог Афінський